# Elecciones parlamentarias de Kirguistán de 2020
Las elecciones parlamentarias de Kirguistán se realizaron el 4 de octubre de 2020, con el fin de renovar los miembros del Consejo Supremo. Luego de protestas masivas en la capital Biskek y otras ciudades del país, la autoridad electoral anunció el 6 de octubre de 2020 que los resultados electorales del 4 de octubre fueron cancelados, por lo que son necesarias nuevas elecciones. El proceso posterior sigue sin estar claro por el momento. El presidente Sooronbay Jeenbekov pidió a los manifestantes que se moderen y pongan fin a las protestas masivas.
Según los resultados preliminares de las elecciones, cuatro partidos entraron al parlamento, el Partido del Socialismo Democrático - Opción Euroasiática "Unidad" (Birimdik) formará el grupo parlamentario más grande. De los siete partidos que estuvieron representados después de las elecciones de 2015, solo el Partido Kirguistán (KP) habría logrado reingresar al parlamento. A pesar de esta gran dinámica, las elecciones en general han sido como un voto de confianza para el gobierno anterior bajo el liderazgo del Partido Socialdemócrata (SDPK), ya que con Birimdik, Mi Patria Kirguistán (MK) y el Partido Kirguistán (KP), principalmente los partidos oficialistas tienen mayoría en el parlamento.

## Contexto
Las anteriores elecciones parlamentarias realizadas en 2015 fueron ganadas por el entonces opositor Partido Socialdemócrata de Kirguistán, lideradas por Chynybai Tursunbekov con el 27.56% de los votos y 38 escaños, mientras que el entonces partido de gobierno Respublika–Ata Zhurt, ocupó el segundo lugar con el 20.26% de los votos y 23 escaños.
Los aliados de la coalición del Partido Socialdemócrata resultaron con un baja importante, dado el colapso del partido Ar-Namys, que no obtuvo ninguno escaño y la caída del partido Ata-Meken. Dos nuevos partidos ingresaron al Consejo Supremo: Partido del Desarrollo y el Progreso y el partido Bir Bol.
El Partido Socialdemócrata formó una nueva coalición con Ata-Meken, el Partido Kirguistán y Partido del Desarrollo y el Progreso, lo que le permitió a Temir Sariyev mantenerse como Primer Ministro, sin embargo, renunció por una investigación de corrupción llevada a cabo por una comisión parlamentaria siendo reemplazado por Sooronbay Jeenbekov. Posteriormente Jeenbekov renunció el 21 de agosto de 2017, luego de ser nombrado como candidato oficial en las elecciones presidenciales de 2017, siendo sustituido por el exjefe de gabinete de Atambáyev Sapar Isakov. Finalmente Isakov es destituido del cargo y le remplazó Muhammetkaliy Abulgaziyev.
La generalización del control biométrico de la votación, que en sí mismo es un paso adelante, no ha sido suficientemente informada y ha limitado el ejercicio del derecho al voto en las pasadas elecciones parlamentarias en las zonas remotas del país.

## Sistema electoral
Los 120 miembros en el Consejo Supremo son elegidos por representación proporcional por listas en una circunscripción única en todo el país, con un umbral electoral del 7%. No se permite a ningún partido tener más de 65 miembros en el Consejo. Se requiere que las listas del partido tengan al menos un 30% de candidatos de cada sexo, y cada cuarto candidato tenía que ser de un género diferente. También se requiere que un 15% de los candidatos sean de minorías étnicas y por lo mínimo, dos personas con discapacidad.

## Partidos
Un total de 16 partidos políticos acudieron a las elecciones, un aumento de dos partidos en comparación con las elecciones de 2015. El Partido Socialdemócrata de Kirguistán (SDPK) y el Partido del Desarrollo y el Progreso (OP), dos de los partidos representados en el parlamento no se presentaron a las elecciones.

### Partido Socialdemócrata de Kirguistán
El SDPK fue la facción más grande en el parlamento en la coalición gobernante durante la última legislatura y ha sido fundamental en la configuración de la política en los últimos años, incluyendo al presidente en ejercicio Jeenbekov y su predecesor, Almasbek Atambayev Después de la transición pacífica del poder de Atambayev a Jeenbekov en el curso de las elecciones presidenciales de 2017, una lucha de poder comenzó en 2018 entre el presidente y su predecesor en el cargo, que culminó en la detención de Atambayev después de violentos enfrentamientos entre las fuerzas de seguridad y sus partidarios. Dentro del SDPK, el conflicto entre los dos líderes continuó y finalmente condujo a la división del SDPK. Los partidarios de Atambayev se reunieron en el partido Socialdemócratas de Kirguistán, mientras que muchos de los partidarios del presidente cambiaron al pequeño y testimonial partido Unidad (Birimdik).

### Birimdik
Después de la división del SDPK, el Partido del Socialismo Democrático - Elección Euroasiática 'Unidad' (Birimdik) fue considerado un partido gobernante no oficial y nombró a numerosos partidarios prominentes del presidente, incluidos su hermano Asylbek Jeenbekovy la vicepresidenta del parlamento Aida Kasymalijewa. El partido dio la implementación de un socialismo democrático como el objetivo primordial. El partido también representa una mayor cooperación con Rusia, en el marco de la Unión Económica Euroasiática. Durante la campaña electoral, el partido trató tanto de servirse de la nostalgia soviética que estaba generalizada en partes de la población como de enfatizar la importancia de las tradiciones kirguisas.

### Mekenim Kirguistán
El segundo favorito en el período previo a las elecciones fue Mi Patria Kirguistán (MK). Esto fue dirigido en gran parte por la poderosa familia Matraimow alrededor de Raimbek Matraimov, quien había hecho una gran fortuna en su función como subjefe de la autoridad aduanera de Kirguistán. En términos de contenido, también se considera que el partido es pro-Rusia y en gran medida leal al gobierno. Una preocupación central del partido también fue la reducción de la burocracia y una mayor responsabilidad para las áreas rurales del país en el contexto de la descentralización. Debido a los grandes recursos financieros del partido a través del apoyo de la familia Matraimov, ya estaba en el centro de acusaciones de manipulación comprando votos durante la campaña electoral. El partido también se benefició del apoyo de Patria (Ata-Zhurt), un partido conservador que se postuló junto con República (Respublika) en las elecciones de 2015.

### Partido de Kirguistán
Después de las elecciones de 2015, el partido de Kirguistán, sorprendentemente, logró formar el tercer grupo más grande en el parlamento con 18 escaños. El registro del partido para las elecciones de 2020 fue objeto de una disputa legal luego de que la comisión electoral rechazara inicialmente el registro con referencia a documentos que no se presentaron a tiempo. Sin embargo, la acción contra esta decisión fue exitosa, por lo que posteriormente se registró al partido. Durante la campaña electoral, el partido se presentó como un representante de la economía y un partidario del gobierno, el lema principal de la campaña fue: Kirguistán está en mi corazón.

### Butun Kirguistán
El partido Kirguistán Unido (BK) no logró entrar al parlamento en las elecciones de 2015 en alianza con el partido Emgek. El partido pertenece al espectro político de derecha y es considerado nacionalista. El partido goza de un fuerte apoyo, especialmente en la región de Batken en el sur y entre los partidarios del expresidente Kurmanbek Bakíev. El líder del partido del Partido Comunista de Kirguistán, Isják Masalíyev, también estaba en la lista de candidatos.

### Respublika
República (Respublika) se postuló en las elecciones anteriores en alianza con el nacionalista Patria (Ata-Zhurt), pero no logró el objetivo de convertirse en la fuerza más poderosa del parlamento. Tras la ruptura de la alianza con Ata-Zhurt en noviembre de 2016 y la retirada del antiguo presidente del partido, Ömürbek Babanov, el partido se vio debilitado, pero reapareció en las elecciones parlamentarias como una alternativa favorable hacia los negocios.

## Resultados
|  | 24.90 % |

|  | 24.27 % |

|  | 8.90 % |

|  | 7.25 % |

|  | 6.96 % |

|  | 5.89 % |

|  | 4.10 % |

|  | 3.41 % |

|  | 3.08 % |

|  | 2.38 % |

|  | 2.19 % |

|  | 2.17 % |

|  | 1.67 % |

|  | 0.64 % |

|  | 0.22 % |

|  | 0.18 % |

|  | 1.82 % |

|  | 98.40 % |

|  | 1.60 % |

|  | 100.00 % |

|  | 56.50 % |